# X-Seed 4000
O X-Seed 4000 é o mais alto edifício já completamente imaginado, o que significa que os projetos para a construção foram completos. A ideia foi inicialmente criada e desenvolvida por Peter Neville. Sua altura proposta de 4 km (2.5 milhas), base marítima de 6 km (3.7 milhas), e capacidade de 800 andares poderiam acomodar de 500.000 a 1.000.000 habitantes. Esta estrutura seria composta por mais de 3.000.000 toneladas de aço reforçado.
Ele foi projetado para Tóquio, Japão pela Taisei Corporation em 1995 como um ambiente futurista combinando a vida ultramoderna com a interação com a natureza. Os meios de transporte dentro do X-Seed iriam mais provavelmente incluir trens MagLev.
O X-Seed 4000 "nunca foi concebido para ser construído", diz Georges Binder, diretor administrativo da Buildings & Data, uma empresa que compila bancos de dados de construções em todo o mundo. "O propósito do plano era ganhar algum reconhecimento para a empresa, e funcionou."
Ao contrário dos arranha-céus convencionais, seria requerido que o X-Seed 4000 protegesse ativamente seus ocupantes de consideráveis gradações de pressão de ar e flutuações climáticas ao longo de sua enorme elevação. Seu projeto pede o uso de energia solar para manter as condições ambientais internas. Além disso, a área proposta situa-se no Anel de Fogo do Pacífico, 
que é a extensão vulcânica mais ativa do mundo, portanto, o X-Seed 4000 estaria sujeito a tsunamis e terremotos. A Megacidade Pirâmide Shimizu (proposta em 2007, também planejada para Tóquio, Japão) enfrenta a maioria dos mesmos problemas.
Uma localização marítima e uma forma de Monte Fuji são algumas das principais características do projeto deste edifício — o Monte Fuji real é terrestre e tem 3.776 metros (2.35 milhas) de altura, 224 metros menor que o X-Seed 4000. O X-Seed 4000 é projetado para ter duas vezes a altura da Megacidade Pirâmide Shimizu com 2.004 metros. Outros projetos que podem estar no top cinco estruturas feitas pelo homem são a Ultima Tower (3.218 m), Sky Vertical City Dubai (2.400 m) e a Torre Biônica (1.228 m) em Hong Kong ou Shangai.
Alguns estimam que o custo para construir o X-Seed 4000 pode ser algo entre US$300-900 bilhões, em dólares de 2006 ($588 bilhões–$1.06 trilhões em 2016).